# Albrecht Graf von Bernstorff
No confundir con su abuelo, Albrecht Graf von Bernstorff (22 de marzo de 1809 - 26 de marzo de 1873)

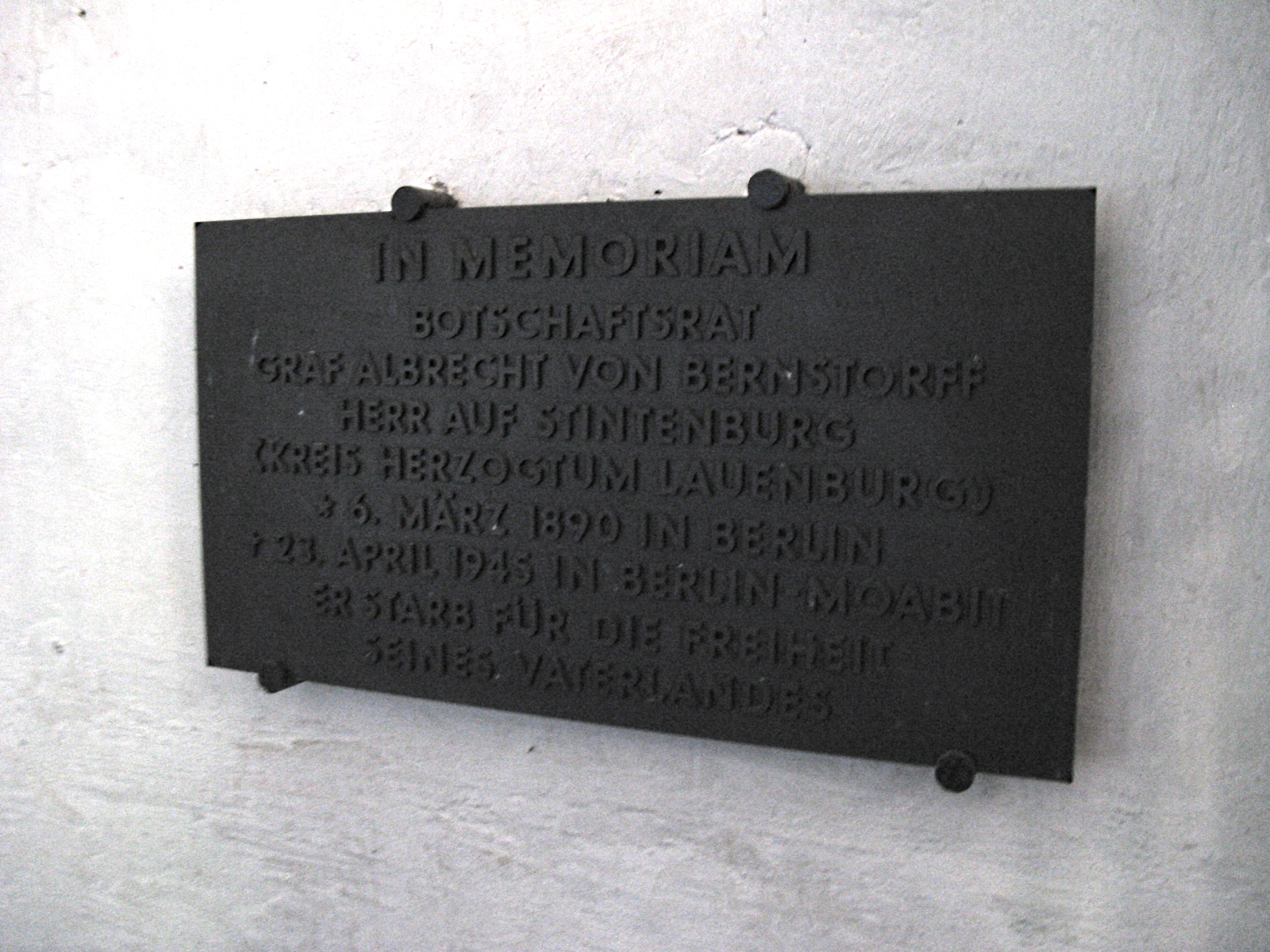
Placa en la iglesia de Lassahn

Andreas Theodor Albrecht Graf von Bernstorff (Berlín, Alemania; 6 de marzo de 1890 - ibíd., 23 de abril de 1945) fue un diplomático alemán y miembro de la resistencia contra el nacionalsocialismo. 

## Trayectoria
Fue uno de los más importantes miembros de la resistencia en el seno del Ministerio de Relaciones Exteriores y un destacado jefe de los liberal-burgueses de oposición. Bernstorff trabajó de 1923 a 1933 en la embajada de Alemania en Londres, donde se destacó por su contribución a las relaciones germano-británicas. 
En 1940 fue detenido por los nazis y deportado al campo de concentración de Dachau, pero unos meses más tarde fue puesto en libertad. 
Hasta su nueva detención en 1943, ayudó a perseguidos judíos y fue miembro del Círculo de Solf y el Círculo de Kreisau gracias a su relación con Adam von Trott zu Solz. 
Asimismo, a través de sus contactos en el extranjero y conexiones con los círculos influyentes de la Resistencia complotó en la preparación del asesinato fallido del 20 de julio de 1944. Tras su nueva detención, Bernstorff estuvo en la sede de la Gestapo y desde febrero de 1944 en el campo de concentración Ravensbrück. En diciembre de 1944 la Gestapo lo interrogó y torturó a diario. A finales de abril de 1945, el conde Albrecht von Bernstorff fue ejecutado por las SS.

## Familia
Albrecht Graf von Bernstorff procedía de Mecklemburgo.  En la noble familia de los Bernstorff había estadistas y diplomáticos. Particular importancia tenían en Dinamarca cuando Johann Ernst Hartwig von Bernstorff, en el siglo  XVIII fue ministro de Estado promoviendo la Ilustración. En 1740, Stintenburg y Berna a Schaalsee, en la frontera entre el Ducado de Lauenburgo y el Ducado de  Mecklemburgo-Schwerin.  Su sobrino, Peter Andreas von Bernstorff, representó en el siglo XVIII los intereses de Dinamarca como ministro de Relaciones Exteriores. 
Su abuelo, Albrecht von Bernstorff (1809-1873) fue un ministro prusiano de Relaciones Exteriores y embajador alemán en Londres. Su padre, Andreas Graf von Bernstorff (1844-1907), fue también un representante del Estado prusiano en calidad de miembro del Reichstag para el Partido Conservador alemán. También fue muy religioso y educó a sus hijos en el espíritu del pietismo. Su papel en la iglesia como patrón fue intenso. Además, participó en la fundación del YMCA alemán y la Alianza Evangélica Alemana. En 1881 se casó con Augusta de Hottinger, de  Zúrich. El primer hijo de Andrés de Bernstorff y Augusta tardó casi nueve años en llegar.